# 빌리어
빌리어 또는 빌어(Bhili, 빌리어: भीली)는 인도 서부의 라자스탄주, 구자라트주, 마하라슈트라주, 마디아프라데시주에서 사용되는 서부 인도아리아어군 빌어군의 언어이다. 구자라트어나 라자스탄어와 가깝다. "빌어"라고 하면 이 언어와 관련 방언을 총칭하는 빌어군을 가리키기도 하고 이 특정 언어를 가리키기도 한다. 화자 수는 300만 명이 넘으나 인도 내에서 공식 지위는 없다. 데바나가리 문자로 표기된다.

## 같이 보기
- 빌어군
- 빌인